# Liste der Monuments historiques in Beaunay
Die Liste der Monuments historiques in Beaunay führt die Monuments historiques in der französischen Gemeinde Beaunay auf.

## Liste der Immobilien
| Bezeichnung                  | Beschreibung                                                | Standort              | Kennzeichnung | Schutzstatus | Datum | Bild           |
| ---------------------------- | ----------------------------------------------------------- | --------------------- | ------------- | ------------ | ----- | -------------- |
| Kirche Nativité-de-la-Vierge | im Kern aus dem 12. Jahrhundert, vor 1535 komplett erneuert | Rue Principale (Lage) | PA00078586    | Classé       | 1976  | weitere Bilder |

## Liste der Objekte
| Bezeichnung                | Beschreibung | Standort                                   | Kennzeichnung | Schutzstatus | Datum | Bild |
| -------------------------- | --- | ------------------------------------------ | ------------- | ------------ | ----- | ---- |
| Hauptaltar                 | Altartisch, Tabernakel und Exposition; Holz, farbig gefasst und vergoldet, 18. Jahrhundert                         | in der Kirche Nativité-de-la-Vierge (Lage) | PM51002572    | Inscrit      | 1977  |      |
| Retabel des Hauptaltars    | mit Gemälde und zwei Skulpturen; Holz, farbig gefasst und vergoldet, sowie Ölfarbe auf Leinwand, 18. Jahrhundert   | in der Kirche Nativité-de-la-Vierge (Lage) | PM51002571    | Inscrit      | 1977  |      |
| Skulptur Heiliger Fiacrius | Holz, 17. Jahrhundert                                                                                              | in der Kirche Nativité-de-la-Vierge (Lage) | PM51002574    | Inscrit      | 1977  |      |
| Skulptur Madonna mit Kind  | Stein, erste Hälfte des 16. Jahrhunderts                                                                           | in der Kirche Nativité-de-la-Vierge (Lage) | PM51000079    | Classé       | 1908  |      |
| Nikolausaltar              | linker Seitenaltar; Altartisch, Retabel und Gemälde; Holz, farbig gefasst, sowie Ölfarbe auf Holz, 18. Jahrhundert | in der Kirche Nativité-de-la-Vierge (Lage) | PM51002573    | Inscrit      | 1977  |      |
| Triumphbogen               | Holz, erste Hälfte des 16. Jahrhunderts                                                                            | in der Kirche Nativité-de-la-Vierge (Lage) | PM51002570    | Inscrit      | 1977  |      |
| Glocke                     | Bronze, 1770 gegossen, eiserner Klöppel und Beschläge                                                              | in der Kirche Nativité-de-la-Vierge (Lage) | PM51001297    | Classé       | 1990  |      |